# خالد محمد بالعمى
خالد محمد سالم بالعمى التميمي هو المحافظ الحالي لمصرف الإمارات العربية المتحدة المركزي. يتمتع بخبرة تزيد عن 30 عامًا في مجالات الأعمال المصرفية والخدمات المالية وإدارة الأصول والاستثمارات.
ولد بالعمى في دولة الإمارات العربية المتحدة، درس التمويل في كلية إدارة الأعمال بجامعة إنديانا ( كلية كيلي لإدارة الأعمال حاليًا)، حيث حصل على بكالوريوس العلوم في عام 1990. وهو محلل مالي معتمد منذ عام 1995. شغل العديد من المناصب العليا في جهاز أبوظبي للاستثمار، بما في ذلك المدير التنفيذي لإدارة الأصول العقارية.
تم تعيين بالعمى محافظاً للمصرف المركزي في 5 أبريل 2021. بصفته محافظاً، فهو مسؤول عن الإشراف على مهام ضمان الاستقرار النقدي والمالي لدولة الإمارات العربية المتحدة. وقد أشرف على العديد من المبادرات، بما في ذلك خطة الدعم الاقتصادي المستهدف. وفي سبتمبر 2021، أصدر المصرف المركزي إرشادات جديدة لمساعدة المؤسسات المالية على مكافحة غسل الأموال وتمويل الإرهاب. وفي ديسمبر 2021، وضع البنك إطار معزز للإشراف على انكشاف البنوك على القطاع العقاري.